# Isla de Maipo
Isla de Maipo är en kommun i Chile.   Den ligger i provinsen Provincia de Talagante och regionen Región Metropolitana de Santiago, i den södra delen av landet, 40 km sydväst om huvudstaden Santiago de Chile.
Trakten runt Isla de Maipo består till största delen av jordbruksmark. Runt Isla de Maipo är det ganska tätbefolkat, med 72 invånare per kvadratkilometer.